# Sala z paradną bronią na Wawelu
Sala z paradną bronią – jedna z sal Zamku Królewskiego na Wawelu, wchodząca w skład ekspozycji Skarbca Koronnego. Znajduje się na parterze północnego skrzydła.
Eksponowane są tu: miecz, kolczuga, strzelba i trofea wojenne.